# Johann Georg Jacobi
Pour les articles homonymes, voir Jacobi.
Johann Georg Jacobi, né à Düsseldorf le 2 septembre 1740 et mort à Fribourg-en-Brisgau le 4 janvier 1814, est un poète allemand.

## Biographie
Frère de Friedrich Heinrich Jacobi, il étudie à Göttingen.
Chanoine d'Halberstadt, il professe successivement l'éloquence à Halle et les lettres à Fribourg. Il a composé des épîtres en vers, des cantates, des comédies et des fables. Die Winterreise (Voyage d'hiver) est une de ses œuvres les plus connues.
Avec Heinse, Gleim et Goethe, il publie à Halberstadt le journal Iris qui reparait de 1803 à 1811 avec la collaboration de Herder, Richter et Klopstock. Il est aussi un des rédacteurs de la Bibliothèque allemande des Belles-Lettres et du Mercure allemand.
En 1784, il devient recteur et professeur de philosophie à l'université de Fribourg et le reste jusqu'en 1812.